# Дивлянский монастырь
Дивлянский монастырь (серб. Дивљански манастир, Монастырь Дивляне, серб. Манастир Дивљане) — мужской монастырь Нишской епархии Сербской православной церкви.

## География
Обитель расположена на юге Сербии на древнем пути в Скопье и Салоники, между сёлами Дивляна и Мокра, в пяти километрах южнее городка Бела-Паланка. Монастырь расположен на территории горного массива Сува-Планина на высоте 450 метров над уровнем моря, близ горных массивов Сврлига и Шливовички Врх.

## История
Сохранившиеся на территории монастыря две каменные капители IV века н. э. с вырезанными на них раннехристианскими крестами со стилизованным кольцом и знаками Ω, относят основание монастыря к глубокой древности. Первое монашеское братство основано епископом Никитой Ремесианским. Кафоликон монастыря был освящён в честь Димитрия Солунского.
Указом царя Василия II Болгаробойцы от 1019 года монастырь стал центром Ремесианской епархии. Позднее монастырь много раз разрушался и восстанавливался.
С 1862 года началось развитие монастырского комплекса. В 1874 был выстроен новый конак, который вскоре сожгли турки. После освобождения от турок в 1878 году началось масштабное обновление монастыря. Фундамент нового храма был заложен на месте старой церкви. Храм закончили к 1908 году.
В период Нишской операции 1915 года болгарские войска ограбили и сожгли монастырь.
С 1925 года в монастыре поселились русские монахини во главе с игуменьей Диодорой, которые бежали от советской власти. В этот период были обновлены старые постройки и в 1933 году построен тёплый зимний храм в честь преподобного Серафима Саровского.